# Estadio Olímpico de Tulcán

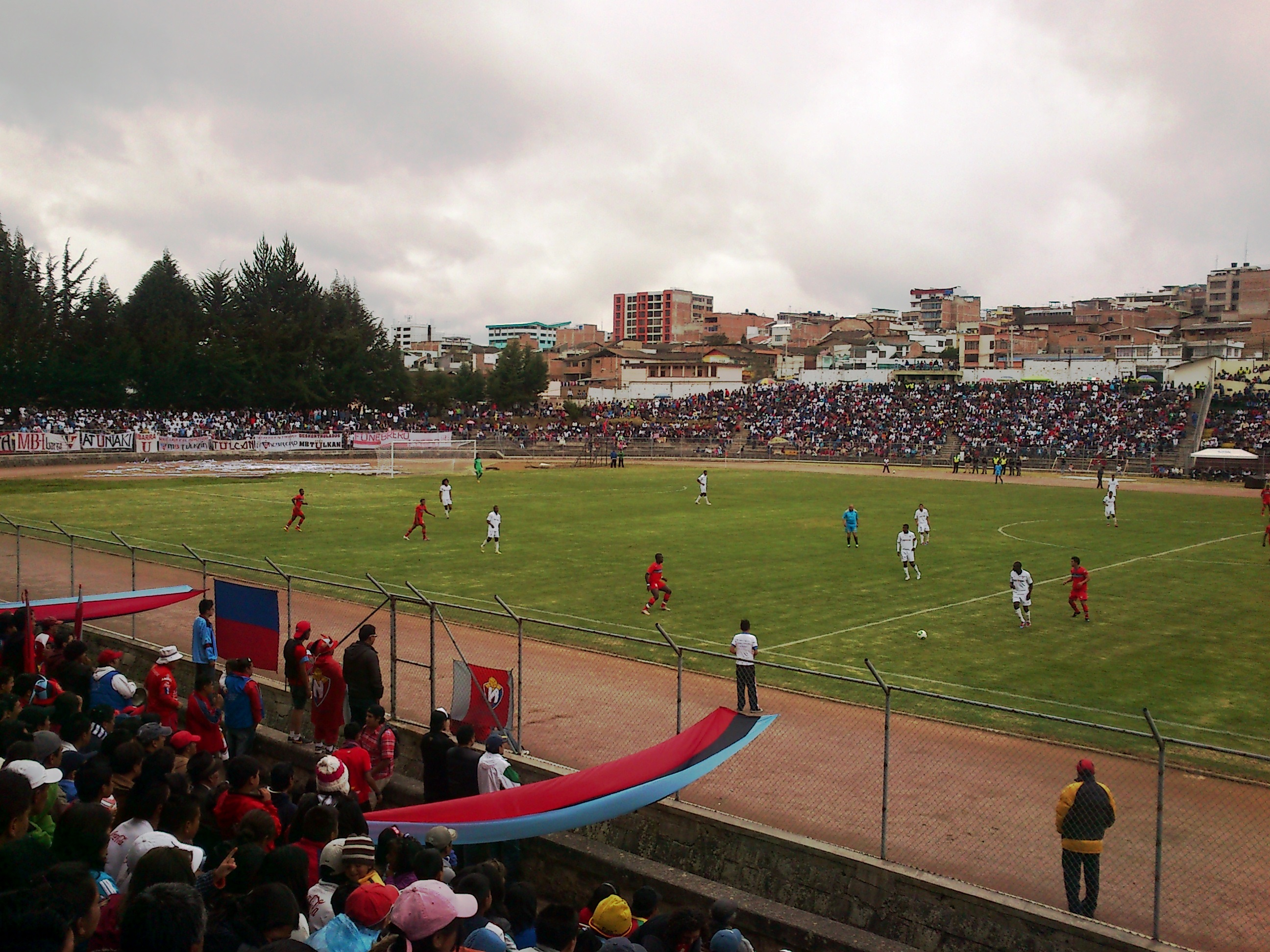
Estadio Olímpico, partido amistoso Liga de Quito vs. El Nacional

El estadio Olímpico de Tulcán es un estadio de fútbol de Ecuador. Está ubicado en la avenida Rafael Arellano y calle Olímpica de la ciudad de Tulcán, provincia de Carchi. Tiene capacidad para 10 000 espectadores.
El estadio desempeña un importante papel en el fútbol local, ya que los clubes tulcaneños como el Deportivo Tulcán, Tulcán Sporting Club, Tulcán Fútbol Club, Carchi Sporting Club, Dunamis 04 y Montúfar Fútbol Club hacían y/o hacen de locales en este escenario deportivo.
Asimismo, este estadio es sede de distintos eventos deportivos a niveles provincial y local, así como es escenario para varios eventos de tipo cultural, especialmente conciertos musicales (que también se realizan en el Coliseo 19 de Noviembre de Tulcán).
A partir del año 2014, pasa a ser sede del Campeonato Provincial de Fútbol de Segunda Categoría del Carchi, siendo escenario local para los clubes: Atlético Tulcán, Oriental y Carchi 04.
En 2019 se le hizo recibimiento en este escenario, con lleno total en sus graderías y pista atlética, al ciclista de la región Richard Carapaz, quien se proclamó ese año campeón del Giro de Italia, una de las tres Grandes Vueltas del ciclismo mundial.  
La altitud a la que está ubicado es 2940 m s. n. m.